# Model European Union Zagreb (MEUZ)
Model European Union  je simulacija donošenja političkih odluka na europskoj razini.  U Zagrebu se održavala šest godina,  a organizirala ju je udruga Hrvatska edukacijska i razvojna mreža za evoluciju sporazumijevanja (HERMES). 

## O projektu
Model European Union je simulacija donošenja političkih odluka na europskoj razini.  MEU je koncipiran kao specifična radionica unutar koje se studentima pruža iskustvo „iz prve ruke“ o načinu funkcioniranja institucija Europske unije i time omogućuje bolje razumijevanje zakonodavstva Europske unije. Oponašajući rad europskih institucija, simulacija je vođena s ciljem poticanja interesa među studentima za aktivnim traženjem odgovora na pitanja o implikacijama članstva u EU za državu članicu umjesto ograničavanja na pasivne primatelje poluinformacija i predrasuda. Također, studentima se kroz interaktivni način učenja omogućava razvijanje komunikacijskih odnosno pregovaračkih vještina, unaprijeđenje javnog govorništva i diplomatskog ponašanja.
Tijekom simulacije sudionici raspravljaju o konkretnom prijedlogu propisa čiji je nacrt izradila Europska komisija te kao članovi Europskog parlamenta ili članovi Vijeća Europske unije predlažu izmjene danog prijedloga i glasaju za ili protiv njegove konačne verzije.

## Povijest
Zagrebačka simulacija je koncipirana po uzoru na već postojeći Model European Union koji se održava niz godina u Strasbourgu. Prvi zagrebački Model zaživio je u vremenu u kojem je Hrvatska bila na putu prema punopravnom članstvu u Europskoj uniji, u siječnju 2013. godine. 
MEUZ 2013 je okupio 46 sudionika – od toga 24 u ulozi zastupnika u Europskom parlamentu te 20 u ulogama ministara u Vijeću Europske unije. Projekt je bio organiziran od strane Hrvatske edukacijske i razvojne mreže za evoluciju sporazumijevanja (HERMES) dok su partneri na projektu bili nevladina udruga Bringing Europeans Together Association (BETA) te studentska udruga Pravnik s Pravnog fakulteta Sveučilišta u Zagrebu uz službenu podršku Ministarstva vanjskih i europskih poslova, kao i podršku Delegacije EU u Hrvatskoj te Pravnog fakulteta u Zagrebu.

## MEUZ 2014
Model European Union Zagreb 2014 održat će se nekoliko mjeseci nakon ulaska Hrvatske u Europsku uniju, krajem veljače 2014. godine. 
Konferenciju ponovno organizira Hrvatska edukacijska i razvojna mreža za evoluciju sporazumijevanja (HERMES) dok je partner na projektu nevladina udruga Bringing Europeans Together Association (BETA). Novi partneri u organizaciji projekta su studentska udruga Ekonomskog fakulteta u Zagrebu Hrvatska studentska asocijacija (HSA), Zagrebačka debatna unija i A.D.E.L. Ukupni broj studenata sudionika na simulaciji je bio 54. MEUZ 2014 je održan pod visokim pokroviteljstvom Europskog parlamenta i organiziran je uz službenu podršku Ministarstva vanjskih i europskih poslova i Predstavništva Europske komisije u Hrvatskoj. Po završetku konferencije, MEUZ je proglašen prvim hrvatskim nacionalnim pobjednikom natječaja "Karlo Veliki", za najbolji projekt mladih u Hrvatskoj u 2014. Navedenu nagradu svake godine uručuju zajednički Europski parlament i međunarodna fondacija "Charlemagne". 

## MEUZ 2015
Treće izdanje konferencije Model European Union Zagreb 2015 će se održati od 05. do 09. svibnja 2015., u sklopu manifestacije Dana Europe u Hrvatskoj. Konferenciju ponovno organizira Hrvatska edukacijska i razvojna mreža za evoluciju sporazumijevanja (HERMES) i Hrvatska studentska asocijacija. Partneri na projektu su brojni te uključuju Bringing Europeans Together Association e.V. (Njemačka), BEUM Student Association (Srbija), A.D.E.L. - Association for Development, Education and Labour (Slovačka), International Relations Research Student Association (Bugarska), Diplomats@Dundee (UK), Asociatia GEYC (Rumunjska), Verein Model European Union Vienna (Austrija), Jóvenes Europeístas y Federalistas de España (JEF España), Bringing Europeans Together Associacion España (Španjolska), AEGEE-Heraklio (Grčka), Istanbul Global Genclik Dernegi (Turska) i Stowarzyszenie Tea Club (Poljska). Konferencija će imati 100 sudionika od kojih će biti 60 zastupnika Europskog parlamenta, 28 ministara država članica EU, 7 novinara i 5 lobista. Konferenciju će predsjedati šestero pomno odabranih predsjedavajućih koji će broj sudionika povećati na 106. Na konferenciji se očekuju i gosti, ponajprije predstavnici dolje navedenih institucija. 
MEUZ 2015 je dobitnik sredstava iz ERASMUS+ programa, i podržan je od mnogih hrvatskih i inozemnih partnera. Projekt je dobio službenu podršku tri ministarstva u Hrvatskoj, točnije od: Ministarstva znanosti, obrazovanja i športa, Ministarstva vanjskih i europskih poslova i Ministarstva gospodarstva. Podršku su drugu godinu zaredom izrazili i Predstavništvo Europske komisije i Ured za informiranje Europskog parlamenta u Hrvatskoj. Osim ovih institucija, projekt je do sada podržao i Fakultet političkih znanosti i Centar za europske studije pri ovome Fakultetu. 
Nadalje, MEUZ su podržali svi hrvatski zastupnici u Europskom parlamentu (EPP - Ivana MALETIĆ, Andrej PLENKOVIĆ, Davor Ivo STIER, Dubravka ŠUICA, Marijana PETIR; S&D - Biljana BORZAN, Tonino PICULA; ALDE - Jozo RADOŠ i Ivan JAKOVČIĆ; G/EFA - Davor ŠKRLEC i ECR - Ruža TOMAŠIĆ).
Prijave za sudjelovanje na Model European Union Zagreb 2015 su započele i traju do 01. ožujka, 2015. godine. Prijaviti se možete na: http://meuz.eu/apply-now/  Arhivirana inačica izvorne stranice od 12. veljače 2015. (Wayback Machine)

## Vanjske poveznice
http://meuz.eu/  Arhivirana inačica izvorne stranice od 12. veljače 2015. (Wayback Machine)
https://www.facebook.com/modeleuropeanunionzagreb?ref=ts&fref=ts
s:http://www.hermes-communiaction.hr/aktivnosti/model-european-union-zagreb/meuz-2013  Arhivirana inačica izvorne stranice od 3. studenoga 2013. (Wayback Machine)
s:https://www.facebook.com/HERMES.CommuniAction
s:https://www.facebook.com/pages/Model-European-Union-Zagreb-2012-MEUZ/342159375825564?fref=ts
s:https://www.facebook.com/HSA.hr?fref=ts
s:http://www.hsa.hr/
s:http://www.beta-europe.org/
s:http://meu-strasbourg.org/